# 자이얀 왕조
자이얀 왕조(아랍어: زيانيون, Ziyanyūn) 또는 아브드 알와디드 왕조(아랍어: بنو عبد الواد, Bānu ʿabd ād)는 오늘날 알제리 북서쪽 틀렘센 일대를 중심으로 한 틀렘센 왕국을 통치했던 베르베르계 제나타 왕조였다. 자이얀 왕조의 통치는 1235년부터 1557년까지 지속되었다.

## 역사
1236년경 무와히드 칼리파국이 멸망하자 자이얀 가문은 야그무라센 이븐 자이얀의 주도하에 틀렘센 왕국이란 독립국을 세우며 통치에 나섰다. 이븐 자이얀은 베르베르계 경쟁 부족에 대한 통제력을 유지하면서도 이웃국가 마린 왕조의 위협에 직면한 것에 대응하여  그라나다 토후국과 카스티야 국왕 알폰소 10세와 동맹 관계를 체결했다.
1299년 마린 왕조의 틀렘센 공성전이 8년간의 공방 끝에 마무리되자, 아부 함무 1세 (재위: 1308~1318)와 아부 타슈핀 1세 (재위: 1318~1337) 재위기에는 마그레브 중부 지역에 공고한 통치력을 유지하며 자이얀 왕조의 두번째 전성기를 열였다. 이 때의 전성기가 끝나고 1337년부터 1359년까지 마린 왕조로부터 틀렘센 점령을 당했다. 틀렘센에서 철수한 이래 1370년까지도 마린 왕조는 틀렘센 탈환을 시도하였으나, 지역 주민들의 거센 저항에 굴복하고 물러났다. 그 직후 아부 함무 2세 (재위: 1359년~1389년)의 장기 통치 기간 동안 자이얀 왕조는 세 번째 전성기를 누렸다.
15세기 들어서 자이얀 왕조는 동쪽으로의 영토 확장에 나섰으나 대참사로 끝났다. 침공의 결과로 국력이 너무 약화된 자이얀 왕조는 이후 2세기 동안 이프리키야의 하프스 왕조, 모로코의 마린 왕조, 이베리아의 아라곤 등 여러 국가의 속국을 거쳐갔다. 16세기 초에는 스페인 제국과 알제의 오스만 섭정국이 틀렘센의 지배권을 놓고 싸웠으며 자이얀 왕조의 술탄은 한쪽 세력의 꼭두각시로 추대되기를 반복하였다. 1551년 오스만 제국이 틀렘센을 점령, 자이얀 왕조 최후의 통치자였던 하산 알압둘라는 스페인군의 보호 하에 오랑으로 도피했다가 몇 년 후 사망하면서 자이얀 왕조의 통치는 막을 내렸다.

## 역대 국왕 목록
통치 기간과 이명 (異名)은 존 스튜어트의 《African States and Rulers》 (1989)를 참고하였다.
| 대                                                                              | 이름                     | 이명                                 | 즉위            | 퇴위            | 주                                                   |
| ------------------------------------------------------------------------------- | ------------------------ | ------------------------------------ | --------------- | --------------- | ---------------------------------------------------- |
| 1                                                                               | 야그무라센 이븐 자이얀   | 아부 야흐야 1세 빈 자이얀            | 1236년          | 1283년 3월      | 초대 국왕                                            |
| 2                                                                               | 아부 사이드 우트만 1세   | 오트마네 이븐 야그모라센             | 1283년 3월      | 1304년 6월 6일  | 아부 야흐야 1세의 아들                               |
| 3                                                                               | 아부 자이얀 1세          | 아부 자이야르 1세 무함마드           | 1304년 6월 6일  | 1308년 4월 14일 | 아부 사이드 우트만 1세의 아들                        |
| 4                                                                               | 아부 함무 1세            | 아부 함마 1세 무사                   | 1308년 4월 14일 | 1318년 7월 22일 | 아부 자이얀 1세의 형제 아들 아부 타슈핀 1세에게 암살 |
| 5                                                                               | 아부 타슈핀 1세          | 아부 타슈핀 1세 아브달 라흐만        | 1318년 7월 22일 | 1336년 5월      | 아부 함무 1세의 아들                                 |
| 제1차 마린 왕조 침공기 (1337년~1348년 / 당시 마린 왕조 국왕은 아부 알하산 알리) |                          |                                      |                 |                 |                                                      |
| 6                                                                               | 아부 사이드 우트만 2세   | 아부 사이드 우트만 2세 아브달 라흐만 | 1348년          | 1352년          | 아부 타슈핀 1세의 아들 아부 타비드 1세와 공동통치    |
| 7                                                                               | 아부 타비드 1세          | 아부 타비트                          | 1348년          | 1352년          | 아부 타슈핀 1세의 아들 아부 사이드 우트만과 공동통치 |
| 제1차 마린 왕조 침공기 (1352년~1359년 / 당시 마린 왕조 국왕은 아부 이난)        |                          |                                      |                 |                 |                                                      |
| 8                                                                               | 아부 함무 2세 무사       | 아부 함무 2세 이븐 아비 야쿠브       | 1359년 2월      | 1360년 5월 20일 | 첫 즉위 아부 사이드 우트만 2세의 형제                |
| 9                                                                               | 아부 자이얀 2세          | 아부 자이얀 무함마드 2세 이븐 우트만 | 1360년 5월 20일 | 1360년          | 아부 함무 2세의 강제 퇴위 후 찬탈                    |
| -                                                                               | 아부 함무 2세            | -                                    | 1360년          | 1370년          | 2차 즉위 1366년 베자이아 원정 패배                   |
| -                                                                               | 아부 자이얀 2세          | -                                    | 1370년          | 1372년          | 2차 즉위                                             |
| -                                                                               | 아부 함무 2세            | -                                    | 1372년          | 1383년          | 3차 즉위                                             |
| -                                                                               | 아부 자이얀 2세          | -                                    | 1383년          | 1384년          | 3차 즉위                                             |
| -                                                                               | 아부 함무 2세            | -                                    | 1384년          | 1387년          | 4차 즉위                                             |
| -                                                                               | 아부 자이얀 2세          | -                                    | 1387년          | 1387년          | 4차 즉위                                             |
| -                                                                               | 아부 함무 2세            | -                                    | 1387년          | 1389년          | 5차 즉위                                             |
| 10                                                                              | 아부 타슈핀 2세          | 아부 타슈핀 2세 아브달 라흐만        | 1389년          | 1393년 5월 29일 | 아부 함무 1세의 아들                                 |
| 11                                                                              | 아부 타비드 2세          | 아부 타비트 2세 유수프               | 1393년 5월 29일 | 1393년 7월 8일  | 아부 타슈핀 1세의 아들                               |
| 12                                                                              | 압둘 하즈자즈 1세        | 아부 하즈자즈 유수프                 | 1393년 7월 8일  | 1393년 11월     | 아부 타비드 2세의 형제                               |
| 13                                                                              | 아부 자이얀 2세          | 아부 자이얀 2세 무함마드             | 1393년 11월     | 1397년          | 아부 하즈자즈 1세의 형제                             |
| 14                                                                              | 아부 무함마드 1세        | 아부 무함마드 압둘라 1세             | 1397년          | 1400년          | 아부 자이얀 2세의 형제                               |
| 15                                                                              | 아부 압달라 1세          | 아부 압달라 무함마드 1세             | 1400년          | 1411년          | 아부 무함마드 1세의 형제                             |
| 16                                                                              | 아브드 알라흐만 1세      | 아브드 알라흐만 이븐 무사 우         | 1411년          | 1411년          | 아부 무함마드 1세의 아들                             |
| 17                                                                              | 사이드 1세               | 아부 사이드 이븐 무사                | 1411년          | 1412년 11월     | 아부 무함마드 1세의 형제                             |
| 18                                                                              | 아부 말레크 1세          | 아부 말레크 아브드 알와히드          | 1412년 11월     | 1424년 5월      | 1차 즉위 사이드 1세의 형제                           |
| 19                                                                              | 아부 압달라 2세          | 아부 압달라 무함마드 2세             | 1424년 5월      | 1427년          | 1차 즉위 아브드 알라흐만 1세의 형제                  |
| 내전으로 인한 공위시대 (1427년~1429년)                                          |                          |                                      |                 |                 |                                                      |
| -                                                                               | 아부 말레크 1세          | -                                    | 1429년          | 1430년          | 2차 즉위                                             |
| -                                                                               | 아부 압달라 2세          | -                                    | 1430년          | 1430년          | 2차 즉위                                             |
| 20                                                                              | 아부 압바스 아흐마드 1세 | 아부 알압바스 아흐마드 1세           | 1430년          | 1462년 1월      | 아부 타비드 2세의 아들                               |
| 21                                                                              | 아부 압달라 3세          | 아부 압달라 무함마드 3세             | 1462년 1월      | 1468년          | 아부 압바스 아흐마드 1세의 아들                      |
| 22                                                                              | 아부 타슈핀 3세          | -                                    | 1468년          | 1468년          | 아부 압달라 3세의 아들                               |
| 23                                                                              | 아부 압달라 4세          | 아부 압달라 무함마드 4세             | 1468년          | 1504년          | 아부 타슈핀 3세의 형제                               |
| 24                                                                              | 아부 압달라 5세          | 아부 압달라 무함마드 5세             | 1504년          | 1517년          | 아부 압달라 4세의 아들                               |
| 25                                                                              | 아부 함무 3세            | 아부 함무 3세 무사                   | 1517년          | 1527년          | 아부 압바스 아흐마드 1세의 아들                      |
| 26                                                                              | 아부 무함마드 2세        | 아부 무함마드 압달라 2세             | 1527년          | 1541년 1월      | 아부 함무 3세의 형제                                 |
| 27                                                                              | 아부 자이얀 3세          | 아부 자이얀 아흐마드                 | 1541년 1월      | 1543년 3월 7일  | 1차 즉위 아부 무함마드 2세의 아들                    |
| 28                                                                              | 아부 압달라 4세          | 아부 암달라 무함마드 4세             | 1543년 3월 7일  | 1543년 6월      | 아부 자이얀 3세의 형제                               |
| -                                                                               | 아부 자이얀 3세          | -                                    | 1543년 6월      | 1550년          | 2차 즉위                                             |
| 29                                                                              | 알 하산 이븐 압달라      | -                                    | 1550년          | 1557년          | 아부 자이얀 3세의 형제                               |

## 같이 보기
- 아프타스 왕조
- 와타스 왕조
- 수니파 무슬림 왕조 목록
- 알제리의 역사

## 참고문헌
1. ↑  “Algeria – Zayanids”. 《countrystudies.us》. 2016년 7월 22일에 확인함.
2. ↑  “Abd al-Wadid Dynasty | Berber dynasty”. 2016년 7월 22일에 확인함.
3. ↑  Appiah, Anthony; Gates, Henry Louis (2010년 1월 1일). 《Encyclopedia of Africa》 (영어). Oxford University Press. ISBN 9780195337709.
4. 1 2  . Encyclopædia Britannica, Inc. |제목=이(가) 없거나 비었음 (도움말)
5. 1 2 3 4  Messier, Ronald A. (2009). 〈ʿAbd al- Wādids〉.   Fleet, Kate; Krämer; Matringe; Nawas; Rowson. 《Encyclopaedia of Islam, Three》 (영어). Brill. ISBN 9789004161658.
6. ↑  “Qantara – The Abdelwadids (1236-1554)”. 2010년 7월 7일에 원본 문서에서 보존된 문서.
7. 1 2  Abun-Nasr, Jamil (1987). 《A history of the Maghrib in the Islamic period》 (영어). Cambridge: Cambridge University Press. 149–157쪽. ISBN 0521337674.
8. ↑  Stewart, John (1989). 《African States and Rulers》. London: McFarland. 2–3쪽. ISBN 0-89950-390-X.